# Phleum hirsutum
Phleum hirsutum là một loài thực vật có hoa trong họ Hòa thảo. Loài này được Honck. miêu tả khoa học đầu tiên năm 1782.